# Động đất Fukuoka 2005
Động đất Fukuoka 2005 (福岡県西方沖地震 (Phúc Cương huyện tây phương trùng địa chấn) Fukuoka-ken Seihō Oki Jishin) xảy ra ở huyện Fukuoka, Nhật Bản lúc 10:53 sáng JST vào ngày 20 tháng 3 năm 2005 và kéo dài khoảng 1 phút. Cục Khí tượng Nhật Bản (JMA) đo được trận động đất cường độ 7.0 richter, trong khi Cục Khảo sát Địa chất Hoa Kỳ (USGS) đo cường độ là 6.6 richter. Trận động đất xảy ra với hiện tượng đứt gãy chưa được biết đến ở biển Genkai (玄界灘), phía Bắc thành phố Fukuoka.
Trước đây, Fukuoka không có nhiều địa chấn như nhiều khu vực khác của Nhật Bản, vốn được coi là một trong những địa điểm an toàn nhất Nhật Bản về thiên tai. Cách đây khoảng 100 năm trước, có một trận động đất với thang địa chấn mức 5.

## Động đất

### Dư chấn

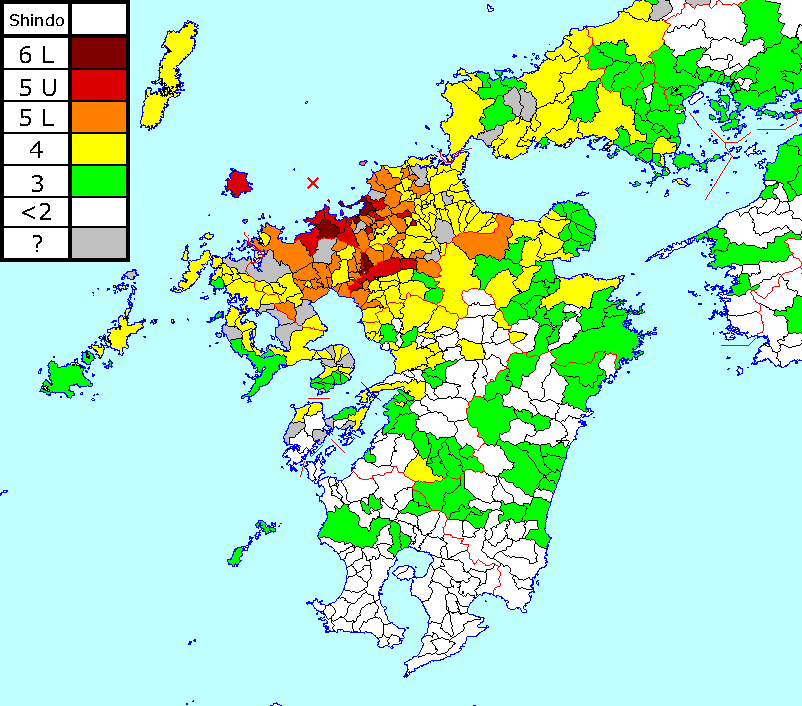
Sức mạnh của trận động đất ban đầu, đo bằng thang cường độ của Nhật Bản, như được ghi lại trên khắp miền tây nam nước Nhật.

Sau trận động đất, hàng loạt dư chấn nhẹ đã xảy ra. JMA đã ghi nhận 85 cơn dư chấn. Một tháng kể từ khi trận động đất xảy ra, đã có bốn dư chấn với thang địa chấn mức 5-, bao gồm cả dư chấn lớn nhất là 5.8 richter vào ngày 20 tháng 4 năm 2005.